# 白川渥
白川 渥（しらかわ あつし、1907年（明治40年）7月27日 - 1986年（昭和61年）2月9日）は、小説家。明石短期大学名誉教授。

## 人物・来歴
愛媛県新居浜市出身。本名は正美。東京高等師範学校卒。横光利一に師事、『日暦』『文芸首都』などに参加。1940年「崖」が芥川賞候補。戦後は中間小説を書き、54年「野猿の言葉」が直木賞候補。兵庫師範学校教師、神戸市教育委員長、明石短期大学教授。神戸在住。しばしば映画化された。

## 著書
- 『村梅記』昭森社 1942
- 『天人』モダン日本社 1942
- 『山々落暉』紀元社 (新鋭文学選集)1944
- 『鳥』大地書房 1946
- 『KOBEとその附近』日本交通公社(新日本風物誌)1948
- 『落雪』大日本雄弁会講談社 1948
- 『赤い湖』太陽社　1948
- 『輝く優勝旗』PHP出版社(新少年文庫)1948
- 『女の火』太陽社 1949
- 『青草に坐す』大日本雄弁会講談社 1953  のち春陽文庫
- 『新月の言葉』東方社 1954
- 『青春の言葉』豊文社 1954  のち春陽文庫
- 『女人の館』大日本雄弁会講談社 1954 のち春陽文庫
- 『新樹の丘』豊文社 1954  のち春陽文庫
- 『雪の炎』東方社 1955
- 『ここは静かなり』大日本雄弁会講談社 1956  のち春陽文庫
- 『川向うの白い道』大日本雄弁会講談社 1956 (ロマン・ブックス) 1956
- 『山青く雲白く』1956 (東方新書)
- 『あさ潮ゆう潮』大日本雄弁会講談社(ロマン・ブックス) 1956
- 『女の三章』講談社 1958
- 『黒姫』新紀元社 1959
- 『その愛とその美』講談社 1959
- 『青春蛮歌』集英社 1959  のち春陽文庫
- 『風来先生』講談社 1959  のち春陽文庫
- 『まことはうその皮』講談社(ロマン・ブックス)1959
- 『花の構造 朝霧の章』講談社 1960  のち春陽文庫
- 『花の構造 夜霧の章』講談社 1960  のち春陽文庫
- 『十代の海と空』東方社 1961 のち春陽文庫
- 『白い村の女』講談社 1961
- 『沈澱先生青い夢をみる』東方社 1962
- 『暁の出発』集英社 1962  のち春陽文庫
- 『人妻学校』講談社 1963
- 『風来日記』講談社 1964 のち春陽文庫
- 『適齢期』講談社 1968  のち春陽文庫
- 『崖 自選初期作品集』創樹社 1977.6

### 翻訳・再話
- マロリー『アーサー王物語』講談社 1952 (世界名作全集)1952
- リットン『ポンペイ最後の日』講談社(世界名作全集) 1955
- バーネット『小公女』小学館(少年少女世界名作文学全集) 1962

## 映画化
- 1942.　風薫る庭 　松竹大船　大庭秀雄
- 1954.　青春ロマンスシート 青草に坐す 　松竹大船  野村芳太郎
- 1954.　女人の舘 　日活 春原政久
- 1955.　雪の炎 　東宝 丸林久信
- 1956.　あさ潮ゆう潮 　大映東京  佐伯幸三
- 1956.　ここは静かなり 　松竹大船  野村芳太郎
- 1959.　川向うの白い道 　大映東京　田中重雄
- 1959.　青春蛮歌 　日活  井上梅次
- 1961.　風来先生 　松竹京都 市村泰一
- 1966.　青春の言葉より　風にきけ雲にきけ 　松竹大船 宮崎守